# 妄想奇行 Adolescence Avatar
『妄想奇行 Adolescence Avatar』（もうそうきこう アドレッセンス アバター）は、森山大輔による日本の漫画作品。2010年から2011年まで『電撃大王ジェネシス』（アスキー・メディアワークス）にて連載された。連載に先行して、2009年12月に販売された「電撃大王GENESIS Vol.0」（掲載誌のプレビュー冊子）にて表紙を飾り、本編も一部掲載された。

## あらすじ
矢崎有理はクラスでは嫌オタ派として振る舞う高校1年生。ある夜、有理は学校で魔女の格好をした謎の女性と出会う。彼女の名は桜美雪見。翌日、再び有理の前に現れた彼女は彼を校舎裏へ連れて行き、『厨二具現化能力者』（略して厨能力者）であることを告げる。『くっだらねぇ』とまともに相手にしない有理。だが、突如自身のパソコンから自作のラノベの敵である怪物が出現し、雪見とクラスメイトの茜に襲いかかる。有理は半ば無理矢理そのラノベの主人公ヒルデに変身させられるが!?

## 登場人物
矢崎有理（やざき ゆうり）
本作の主人公で、隠れオタクの高校1年生。厨二具現化能力者という特殊な能力をその身に宿しており、自作のライトノベル『ヴァルキュリア無双 ヒルデ☆ぶれいく』の主人公、ヒルデへと変身する。岸本茜にほのかな好意を抱いている。
画力は最低。
ヒルデ
有理が永久桜の効果範囲内にいるときのみ変身できる魔法少女型アバター。対異界虫（ニヴルガント）用装備『調律音叉（クォーツスタッフ）』を主軸に戦闘を行う。
キメ台詞は、「外道はまとめて爆砕しちゃうゾ☆」。
桜美雪見（さくらび ゆきみ）
黒仙学園歴史民族学部（黒歴史部）部長の3年生。具現化妄想の探求者、アバターシーカーを自称している。前期生徒会長であったが、3日で退任したという伝説を持っており、校内ではかなりの変人として認知されている模様。
アバターには変身しないが、戦闘時には魔女のコスプレで登場する。詳細な原理は不明だが、厨能力者のアバター状態を強制的に引き剥がす、『変装剥奪（キャストオフ）』を使う。
山田華（やまだ はな）
漫研と掛け持ちしている黒歴史部員でペンネームは「華咲魅鎖姫」。左手に後述のフィフスの姿をしたハンドパペットを付け、腹話術で会話しているほか、右目に眼帯を付けているがケガや病気かは不明。
フィフス
「浄眼のフィフス」と自称する二刀流剣士型アバターで狐耳としっぽ付き（銀髪）。華のコンプレックス（幼児体型）を反映してかなりの長身。
岸本茜（きしもと あかね）
有理が密かに想いを寄せるクラスメイト。新聞部に所属している。毎度毎度、有理の妄想怪物に襲われる苦労人である。オタクについては、あまりいい印象は持っていない様子。

## 単行本
森山大輔 『妄想奇行 Adolescence Avatar 』 アスキー・メディアワークス〈電撃コミックス〉、全1巻
- 2012年1月27日発売、ISBN 978-4-04-886402-2